# یواس‌اس کینگ‌برد (ای‌ام‌سی-۵۶)
یواس‌اس کینگ‌برد (ای‌ام‌سی-۵۶) (به انگلیسی: USS Kingbird (AMc-56)) یک کشتی بود که طول آن ۹۶ فوت (۲۹ متر) بود. این کشتی در سال ۱۹۳۹ ساخته شد.